# Ciclopentadieno
El ciclopentadieno es un compuesto orgánico de fórmula C5H6. Este líquido incoloro tiene un olor fuerte y desagradable. A temperatura ambiente, este dieno cíclico dimeriza en el transcurso de horas para dar el compuesto diciclopentadieno a través de una reacción de Diels-Alder. Este dímero se puede restaurar por calentamiento para dar el monómero de ciclopentadieno a través de una reacción de retro-Diels-Alder.
El compuesto se utiliza principalmente para la producción de ciclopenteno y sus derivados. Se utiliza popularmente como un precursor para el ligando de ciclopentadienilo (Cp) usado en muchos complejos de la química organometálica, sobre todo en metalocenos y compuestos sándwich.

## Propiedades
El ciclopentadieno es una molécula antiaromatica. Tiene una fuerte tendencia a dimerizarse espontáneamente. Así, a 20 °C, por reacción de Diels-Alder se forma el endo-diciclopentadieno y, a 100 °C, el exodímero:
|                                                                     |
| Isómero Endo (izda) y Exo (dcha) de los dímeros del ciclopentadieno |
Por este motivo, es necesario destilarlo en presencia de un catalizador, por ejemplo, polvo de hierro, antes de su uso. Sin embargo, debe consumirse rápidamente ya que se dimeriza de nuevo al diciclopentadieno. En el congelador, es duradero por algún tiempo (días).

### Anión ciclopentadienuro
Debido a la estabilización por resonancia del anión de ciclopentadieno, éste puede ser desprotonado fácilmente en el grupo metileno por bases tales como el n-butil-litio. El ciclopentadieno tiene un valor de pKa de 16,0 y es uno de los hidrocarburos más ácidos. El anión ciclopentadienuro (Cp-) consta de una sola carga negativa deslocalizada por todo el sistema aromático del anillo de cinco miembros. Se forman compuestos {\displaystyle \eta ^{5}}-complejos con cationes metálicos, tales como metalocenos, o complejos de sándwich de tres pisos, etc.
{\displaystyle \mathrm {C_{5}H_{6}+K\longrightarrow K^{+}C_{5}H_{5}^{-}+1/2H_{2}} }

## Usos
El ciclopentadieno se usa principalmente como precursor del ciclopenteno y monómeros relacionados, como etilidennorborneno. Tales especies se utilizan en la producción de ciertos polímeros de ingeniería. Los complejos de ciclopentadienilo también sirven como reactivos en la síntesis orgánica. También fue utilizado como material de partida en la síntesis de 1982 dodecaedrano de Leo Paquette. El primer paso involucra la dimerización reductiva de la molécula de ciclopentadieno para dar un dihidrofulvaleno, en vez de dar el diciclopentadieno.

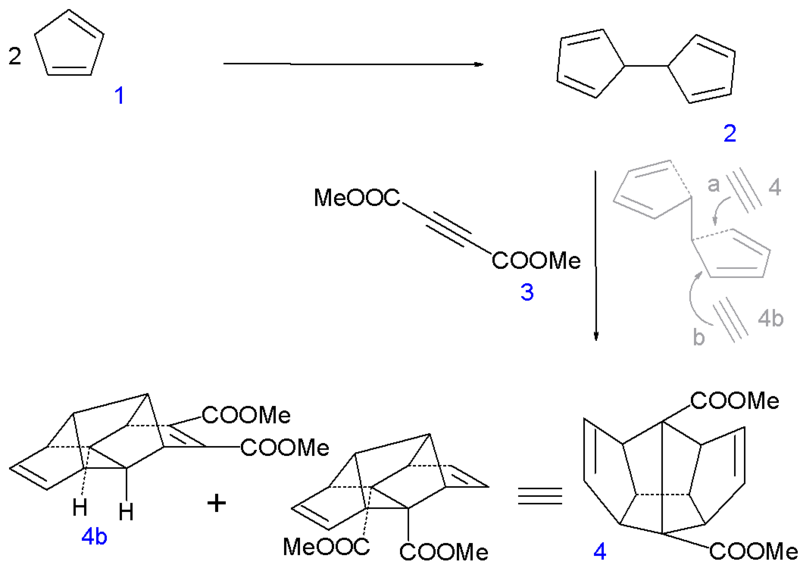
El empiece de la síntesis del dodecaedrano de Paquette en 1982. Dimerización del ciclopentadieno en el paso 1 a dihidrofulvaleno.

### Metalocenos
Los metalocenos y otros derivados de ciclopentadienilo han sido muy investigados y, representan una piedra angular de la química organometálica, debido a su alta estabilidad. De hecho, el primer metaloceno caracterizado, el ferroceno, se preparó de la forma en que muchos otros metalocenos se preparan: mediante la combinación de ciclopentadienuros (el anión formado por la desprotonación del ciclopentadieno) de metales alcalinos MC5H5 con dihaluros de los metales de transición: Como ejemplo típico, se forma niqueloceno por el tratamiento de cloruro de níquel (II) con ciclopentadienuro de sodio en THF:
NiCl2  +  2 NaC5H5 → Ni(C5H5)2  +  2 NaCl